# Strada statale 1 (Polonia)
La strada statale 1 (sigla DK 1, in polacco droga krajowa 1) è una strada statale polacca che attraversa il Paese da Danzica a Cieszyn. Fa parte della strada europea E75.